# ジャスティン・ダン
ジャスティン・ウォーレン・ダン（Justin Warren Dunn, 1995年9月22日 - ）は、アメリカ合衆国ニューヨーク州ナッソー郡フリーポート出身のプロ野球選手（投手）。右投右打。MLBのカンザスシティ・ロイヤルズ傘下所属。

## 経歴

### プロ入り前
2013年のMLBドラフト37巡目（全体1114位）でロサンゼルス・ドジャースから指名されたが、ボストンカレッジへ進学した。

### プロ入りとメッツ傘下時代
2016年のMLBドラフト1巡目（全体19位）でニューヨーク・メッツから指名され、6月21日に契約した。契約後、傘下のA-級ブルックリン・サイクロンズでプロデビュー。11試合（先発8試合）に登板して1勝1敗、防御率1.50、35奪三振を記録した。
2017年はA+級セントルーシー・メッツでプレーし、20試合（先発16試合）に登板して5勝6敗、防御率5.00、75奪三振を記録した。
2018年はA+級セントルーシーとAA級ビンガムトン・ランブルポニーズでプレーし、2球団合計で24試合に先発登板して8勝8敗、防御率3.59、156奪三振を記録した。

### マリナーズ時代
2018年12月1日にエドウィン・ディアス、ロビンソン・カノ、及び金銭2000万ドルとのトレードで、ジェイ・ブルース、アンソニー・スウォーザック、ヘルソン・バウティスタ、ジャレッド・ケルニックと共にシアトル・マリナーズへ移籍した。
2019年、マイナーでは傘下のAA級アーカンソー・トラベラーズでプレーし、24試合に先発登板して9勝5敗、防御率3.55、156奪三振を記録した。また、7月にはオールスター・フューチャーズゲームのアメリカンリーグ選抜に選出された。9月10日にメジャー契約を結んでアクティブ・ロースター入りし、12日のシンシナティ・レッズ戦でメジャーデビューした。この年メジャーでは4試合に先発登板して防御率2.70、5奪三振を記録した。
2020年は10試合に先発登板して4勝1敗、防御率4.34、38奪三振を記録した。
2021年は11試合に先発登板して1勝3敗、防御率3.75、49奪三振を記録した。

### レッズ時代

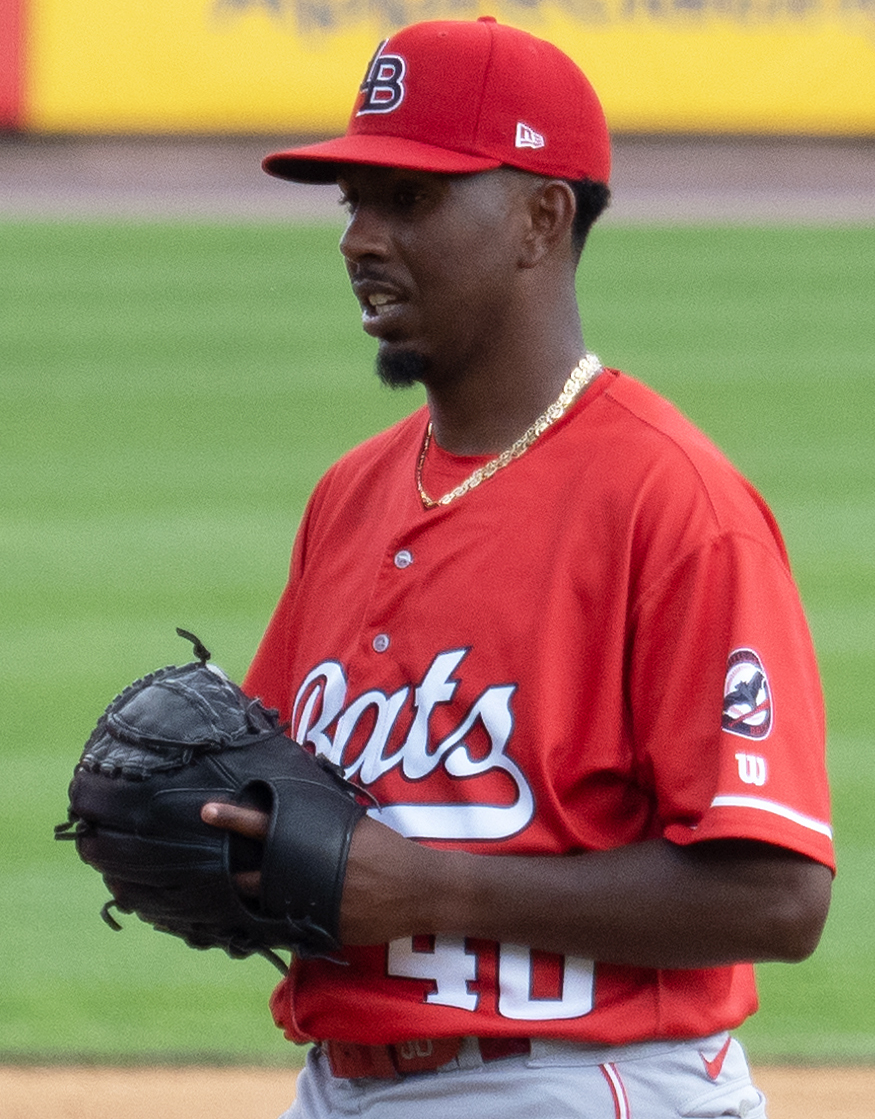
ルイビル・バッツ時代

2022年3月14日にエウヘニオ・スアレス、ジェシー・ウィンカーとのトレードで、ジェイク・フレイリー、ブランドン・ウィリアムソン、後日発表選手と共にレッズへ移籍した。8月8日のニューヨーク・メッツ戦で登板したが、4回3失点で敗戦投手となった。
2023年は、シーズンを通してメジャーに昇格することが出来ず、10月9日に傘下AAA級ルイビル・バッツに配属され、11日にFAとなった。

### ホワイトソックス傘下時代
2024年のシーズン中は無所属で過ごしたが、同年オフの11月8日にシカゴ・ホワイトソックスとマイナー契約を結び、翌2025年のスプリングトレーニングには招待選手として参加した。同年の開幕はAAA級シャーロット・ナイツで迎えたものの、メジャーに昇格する機会が無いまま5月28日に自由契約となった。

### ロイヤルズ傘下時代
2025年6月5日にカンザスシティ・ロイヤルズとマイナー契約を結び、同日中にAAA級オマハ・ストームチェイサーズに配属された。

## 投球スタイル
球威があり三振を奪う能力は高いが、左打者への対応に難があるとの声がある。

## 詳細情報

### 年度別投手成績
| 年 度    | 球 団    | 登 板 | 先 発 | 完 投 | 完 封 | 無 四 球 | 勝 利 | 敗 戦 | セ 丨 ブ | ホ 丨 ル ド | 勝 率 | 打 者 | 投 球 回 | 被 安 打 | 被 本 塁 打 | 与 四 球 | 敬 遠 | 与 死 球 | 奪 三 振 | 暴 投 | ボ 丨 ク | 失 点 | 自 責 点 | 防 御 率 | W H I P |
| -------- | -------- | ----- | ----- | ----- | ----- | -------- | ----- | ----- | -------- | ----------- | ----- | ----- | -------- | -------- | ----------- | -------- | ----- | -------- | -------- | ----- | -------- | ----- | -------- | -------- | ------- |
| 2019     | SEA      | 4     | 4     | 0     | 0     | 0        | 0     | 0     | 0        | 0           | ----  | 30    | 6.2      | 2        | 0           | 9        | 0     | 0        | 5        | 0     | 0        | 2     | 2        | 2.70     | 1.65    |
| 2020     | SEA      | 10    | 10    | 0     | 0     | 0        | 4     | 1     | 0        | 0           | .800  | 198   | 45.2     | 31       | 10          | 31       | 1     | 2        | 38       | 0     | 0        | 23    | 22       | 4.34     | 1.36    |
| 2021     | SEA      | 11    | 11    | 0     | 0     | 0        | 1     | 3     | 0        | 0           | .250  | 218   | 50.1     | 37       | 6           | 29       | 0     | 4        | 49       | 1     | 0        | 21    | 21       | 3.75     | 1.31    |
| 2022     | CIN      | 7     | 7     | 0     | 0     | 0        | 1     | 3     | 0        | 0           | .250  | 138   | 31.0     | 32       | 11          | 17       | 0     | 3        | 21       | 0     | 0        | 21    | 21       | 6.10     | 1.58    |
| MLB：4年 | MLB：4年 | 32    | 32    | 0     | 0     | 0        | 6     | 7     | 0        | 0           | .462  | 584   | 133.2    | 102      | 27          | 86       | 1     | 9        | 113      | 1     | 0        | 67    | 66       | 4.44     | 1.41    |

- 2024年度シーズン終了時

### 年度別守備成績
| 年 度 | 球 団 | 投手（P） | 投手（P） | 投手（P） | 投手（P） | 投手（P） | 投手（P） |
| 年 度 | 球 団 | 試 合     | 刺 殺     | 補 殺     | 失 策     | 併 殺     | 守 備 率  |
| ----- | ----- | --------- | --------- | --------- | --------- | --------- | --------- |
| 2019  | SEA   | 4         | 0         | 1         | 0         | 0         | 1.000     |
| 2020  | SEA   | 10        | 3         | 1         | 0         | 0         | 1.000     |
| 2021  | SEA   | 11        | 4         | 2         | 1         | 0         | .857      |
| MLB   | MLB   | 25        | 7         | 4         | 1         | 0         | .917      |

- 2021年度シーズン終了時

### 記録
MiLB
- オールスター・フューチャーズゲーム選出：1回（2019年）

### 背番号
- 35（2019年 - 2021年）
- 38（2022年）